# 彭德 (內布拉斯加州)
彭德（英語：Pender）是一個位於美國內布拉斯加州瑟斯頓縣的村。根據2010年美國人口普查，該地共人口1002人，而該地的面積約為1.83平方千米。同時該地也是瑟斯頓縣的縣治。

## 地理
彭德的座標為42°06′42″N 96°42′38″W / 42.11167°N 96.71056°W，而該地的平均海拔高度為409米（即1342英尺）。